# Mletačka Albanija
Mletačka Albanija (talijanski: Albania Veneta) je bilo ime za posjede Mletačke Republike u južnoj Dalmaciji koji je držala pod svojom vlašću od 1420. do 1797. To je prvotno bilo cijelo obalno područje današnje sjeverne Albanije i Crne Gore, ali je vremenom južna albanska, a dijelom i crnogorska obala izgubljena na račun Osmanskog Carstva 1571. godine, tako da se do kraja postojanja Republike naziv "Albanija" koristio isključivo za prostor Boke Kotorske.  

## Ime i zemljopisne osobine
Ime Mletačka Albanija (talijanski: Albania Veneta) služilo je prije svega da se jasno razgraniče dijelovi Albanije, oni kojima vlada Mletačka Republika, dakle; Mletačka Albanija, od onih kojima vlada Osmansko Carstvo- Osmanska Albanija, (Albania Ottomana).
Ovi mletački posjedi protezali su se od južne granice Dubrovačke Republike do Drača na albanskoj obali. Mletački posjed nikad nije išao dublje od 20 km od obale Jadranskog mora. Nakon 1573. godine, južna granica pomaknula se do sela Kufin pokraj Budve, jer su Osmanlije zauzeli Bar i Ulcinj u Crnoj Gori.

Nakon toga mletačke zemlje bile su koncetrirane oko Boke kotorske i uključivale su sljedeće gradove; Kotor, Risan, Perast, Tivat, Herceg Novi, Budva i Sutomore.

## Povijest
Venecija je postupno još od 10. stoljeća polako stjecala kontrolu nad Jadranom, tako su 1420. godine uspjeli držati većinu obale pod svojom kontrolom. Mlečani su uspjeli vrlo brzo asimilirali jezik starosjedilaca, Dalmatski jezik u svoj Venecijanski jezik. Mletačke zemlje oko Kotora zvale su se od 1420. do 1797. godine Mletačka Albanija, i bile su dio Mletačke Republike.
Kad su Turci stali zauzimati balkanske zemlje u 15. stoljeću, kršćansko slavensko stanovništvo Dalmacije se višestruko uvećalo zbog brojnih izbjeglica. Već pri kraju 17. stoljeća romansko stanovništvo povijesne Mletačke Albanije bilo je u manjini, kako to u svojoj knjizi Dalmazia etnica, incontri e fusioni, iznosi talijanski povjesničar Oscar Randi.Nakon što je napoleonova Francuska, zauzela i pokorila Mletačku Republiku 1797. godine, zemlje Mletačke Albanije postale su dio napoleonove Kraljevine Italije, a nakon toga su 1809. godine, ušle u francuske Ilirske pokrajine. Nakon Napoleonovog poraza 1813. godine u bitci kod Leipziga, Habsburgovci su 1814. godine zemlje Mletačke Albanije priključili Austrijskom Carstvu.

## Stanovništvo
Albanci su živjeli na jugu Mletačke Albanije, oko Ulcinja i Drača. U kraju oko Kotora živjeli su Slaveni i romanizirano stanovništvo, vjerski to je bio katolički kraj.

## Vanjske poveznice
- PACI E CONFINI NEI BALCANI OCCIDENTALI (SECC. XV-XVI) (tal.)
- UNESCO: Natural and Culturo-Historical Region of Kotor (engl.)